# Lipov
Lipov – gmina w Czechach, w powiecie Hodonín, w kraju południowomorawskim. Według danych z dnia 1 stycznia 2013 liczyła 1 496 mieszkańców.
We wsi jest stacja kolejowa Lipov.